# العلاقات السلوفاكية الهندوراسية
العلاقات السلوفاكية الهندوراسية هي العلاقات الثنائية التي تجمع بين سلوفاكيا وهندوراس.

## مقارنة بين البلدين
هذه مقارنة عامة ومرجعية للدولتين:
| وجه المقارنة                                              | سلوفاكيا                                                       | هندوراس          |
| --------------------------------------------------------- | -------------------------------------------------------------- | ---------------- |
| المساحة (كم2)                                             | 49.03 ألف                                                      | 112.49 ألف       |
| عدد السكان (نسمة)                                         | 5.44 مليون                                                     | 9.27 مليون       |
| الكثافة السكانية (ن./كم²)                                 | 110.95                                                         | 82.41            |
| العاصمة                                                   | براتيسلافا                                                     | تيغوسيغالبا      |
| اللغة الرسمية                                             | اللغة السلوفاكية                                               | اللغة الإسبانية  |
| العملة                                                    | كرونة سلوفاكية، يورو                                           | لمبيرة هندوراسية |
| الناتج المحلي الإجمالي (بليون دولار)                      | 95.77 مليار                                                    | 22.98 مليار      |
| الناتج المحلي الإجمالي (تعادل القوة الشرائية) بليون دولار | 162.34 مليار                                                   | 41.14 مليار      |
| الناتج المحلي الإجمالي الاسمي للفرد دولار أمريكي          | 16.09 ألف                                                      | 2.53 ألف         |
| الناتج المحلي الإجمالي للفرد دولار أمريكي                 | 30.46 ألف                                                      | 4.91 ألف         |
| مؤشر التنمية البشرية                                      | 0.844                                                          | 0.606            |
| رمز المكالمات الدولي                                      | +421                                                           | +504             |
| رمز الإنترنت                                              | .sk                                                            | .hn              |
| المنطقة الزمنية                                           | توقيت وسط أوروبا، ت ع م+01:00، ت ع م+02:00، أوروبا/براتيسلافا ‏ | 00               |

## منظمات دولية مشتركة
يشترك البلدان في عضوية مجموعة من المنظمات الدولية، منها:
| علم المنظمة | اسم المنظمة                               | تاريخ انضمام سلوفاكيا | تاريخ انضمام هندوراس |
| ----------- | ----------------------------------------- | --------------------- | -------------------- |
|             | مؤسسة التنمية الدولية                     | 1993                  | 23 ديسمبر 1960       |
|             | يونسكو                                    | 9 فبراير 1993         | 16 ديسمبر 1947       |
|             | وكالة ضمان الاستثمار متعدد الأطراف        | 1993                  | 30 يونيو 1992        |
|             | الأمم المتحدة                             | 19 يناير 1993         | 17 ديسمبر 1945       |
|             | الفريق المعني برصد الأرض                  | ?                     | ?                    |
|             | الاتحاد البريدي العالمي                   | ?                     | ?                    |
|             | البنك الدولي للإنشاء والتعمير             | 1993                  | 27 ديسمبر 1945       |
|             | الاتحاد الدولي للاتصالات                  | 23 فبراير 1993        | 27 أكتوبر 1925       |
|             | منظمة حظر الأسلحة الكيميائية              | ?                     | ?                    |
|             | مؤسسة التمويل الدولية                     | 1993                  | 20 يوليو 1956        |
|             | المركز الدولي لتسوية المنازعات الاستشارية | 26 يونيو 1994         | 16 مارس 1989         |
|             | منظمة التجارة العالمية                    | ?                     | ?                    |
|             | منظمة الشرطة الجنائية الدولية             | ?                     | ?                    |

## وصلات خارجية
- موقع وزارة الخارجية السلوفاكية
- موقع وزارة الخارجية الهندوراسية